# Elnora (Alberta)
Elnora è un villaggio del Canada, situato nella provincia dell'Alberta, nella divisione No. 8.